# Selaginella beccariana
Selaginella beccariana är en mosslummerväxtart som beskrevs av Bak.. Selaginella beccariana ingår i släktet mosslumrar, och familjen mosslummerväxter. Inga underarter finns listade i Catalogue of Life.